# Aeroportul Municipal Fairmont
Aeroportul Municipal Fairmont (IATA: FRM, ICAO: KFRM, FAA LID: FRM) este un aeroport din Comitatul Martin, Minnesota, Minnesota, Statele Unite ale Americii ce deservește zona Fairmont⁠(d). Aeroportul a fost tranzitat în 2017 de 14 pasageri. A fost numit după zona deservită.
Situat la o altitudine de 354 m, aeroportul dispune de 2 piste.

## Infrastructură

### Piste
Aeroportul dispune de 2 piste. Pista 13/31 are suprafața de asfalt și dimensiunile 5.503 picioare × 100 picioare. Pista 02/20 are suprafața de asfalt și dimensiunile 3.300 picioare × 75 picioare. 